# (52394) 1993 RF6
Az (52394) 1993 RF6 a Naprendszer kisbolygóövében található aszteroida. Eric Walter Elst fedezte fel 1993. szeptember 15-én.